# Julio Cornejo
Julio Pedro Cornejo (Salta, 24 de octubre de 1874 - Buenos Aires, 6 de mayo de 1935) fue un abogado y político argentino que ocupó, entre otros cargos, el de Gobernador de la Provincia de Salta entre 1928 y 1930.

## Biografía

### Inicios
Estudió en el Colegio Nacional de Salta, en el cual comenzó su participación política, afiliánose a la Unión Cívica Radical poco después de la Revolución del Parque de 1890. Se recibió de abogado en la Universidad de Buenos Aires, doctorándose en jurisprudencia en el año 1900 con diploma de honor, con una tesis sobre "Contrato de la Sociedad Conyugal."
Fue concejal municipal de la ciudad de Salta, Ministro de Gobierno durante los mandatos de Pío Uriburu y de Avelino Figueroa. Posteriormente fue Diputado Nacional por la Unión Cívica Radical.
Fue propietario de un ingenio azucarero ubicado en Campo Santo.

### Elecciones a gobernador de 1928
Al finalizar el mandato del gobernador Joaquín Corbalán se realizaron elecciones para la Convención de Eectores que debía elegir su sucesor. La fracción radical alineada con el expresidente Hipólito Yrigoyen ofreció la candidatura al exgobernador Adolfo Güemes, pero éste renunció irrevocablemente la misma. Eliminado el candidato más fuerte, se formaron dos alianzas: de un lado, los conservadores de la Unión Provincial, aliados con la Unión Cívica Radical Antipersonalista, fracción a la que pertenecía el gobernador saliente, llevó como candidato al Diputado Nacional Manuel Ramón Alvarado. La fracción radical yrigoyenista se alió al candidato de la llamada Liga Calchaquí -dirigida por Benjamín Zorrilla- y llevó como candidato a Julio Cornejo. Si bien la Unión Provincial obtuvo por sí sola más votos, los electores de la Liga anunciaron que iban a votar por Cornejo.
El gobernador Corbalán decidió entonces desconocer la legitimidad de la Convención Electoral, alegando que había sido formada a raíz de elecciones celebradas en medio de irregularidades, mientras que la primera minoría de la misma convención, que respondía a la línea política del gobernador, solicitó al presidente Marcelo T. de Alvear la intervención federal de la provincia. El presidente, considerando que si había habido irregularidades éstas eran responsabilidad justamente de quien pedía la intervención, decidió enviar como interventor federal a Mario A. Carranza, con la misión exclusivamente de presidir y proteger las sesiones de la Convención, que eligió gobernador a Julio Cornejo.

### Gobernación
Asumió el mando el 1 de mayo de ese año, acompañado de Carlos Aranda y Julio Torino como ministros, y prometiendo no criticar los actos de gobierno de su antecesor. El senado provincial estaba controlado por la oposición, al punto que su presidente era el líder conservador y exgobernador Robustiano Patrón Costas.
Su propuesta de gobierno estaba centrada en la reforma de la constitución provincial, establecimiento de una ley de riego, expropiaciones y empréstitos. Por encima de estos proyectos, se propuso desplazar a la Standard Oil del control del petróleo en la provincia y autorizó a YPF a explorar nuevos yacimientos.
La reforma de la constitución provincial fue ordenada por una ley de octubre de 1928, que llamó a elecciones de convencionales, los cuales sancionaron las reformas el 10 de octubre de 1929. Entre las reformas se establecía la elección directa del gobernador, cuyo mandato pasaba a durar cuatro años, y se creaba el cargo de vicegobernador; se modificó la composición de la Corte Superior de Justicia y se estableció la inamovilidad de los jueces; se establecieron las municipalidades electivas; se ordenaba el fomento de la salud pública y la educación, que pasaba a ser parcialmente financiada por el estado provincial; se ordenaba fomentar el cooperativismo, la mutualidad, el ahorro, la producción y las condiciones de vida de la población.
Su gobierno estableció la Dirección Provincial de Minas y el Departamento de Trabajo de la Provincia; sancionó una Ley Orgánica de Municipalidades; expropió los terrenos necesarios y fundó los pueblos de El Tabacal, Vespucio, Tartagal, Aguaray, Luracatao, Santa Victoria y La Candelaria. Con partes de los departamentos de Orán, del Rivadavia y Anta creó el Departamento General José de San Martín. Esta iniciativa quedaría anulada tras su derrocamiento, ya que este departamento sólo se crearía en 1948.
Extendió las redes de agua corriente y la pavimentación de calles y caminos; creó el Banco Municipal de Préstamos y Ahorros y la Caja de Montepío y Sanidad; creó el Museo Colonial Histórico de Bellas Artes; sancionó una ley de jornada de trabajo e hizo aplicar en toda la provincia las leyes nacionales sobre el pago de salarios o sueldos. Muchas de estas iniciativas quedaron en nada, como por ejemplo la creación del Departamento General San Martín, que no se creó oficialmente hasta el año 1948.

### Petróleo, derrocamiento y últimos años
Cornejo secundó la política petrolera del presidente Hipólito Yrigoyen y sus ministros, tendientes a conceder a la empresa estatal YPF el monopolio de la exploración, explotación y comercialización del mismo. Fue esta política una de las principales causas para el golpe de Estado del 6 de septiembre de 1930, que desplazó del gobierno tanto a Yrigoyen como a los gobernadores que lo seguían, sobre todo a Cornejo, que era un obstáculo serio para los planes de la Standard Oil.
El general Gregorio Vélez se hizo cargo del gobierno provincial. Tras la prohibición de la actuación de la UCR llegó al gobierno el conservador Avelino Aráoz.
Julio Cornejo sufrió arresto durante un breve tiempo, tras el cual se alejó de su provincia natal. Falleció el 6 de mayo de 1935, en la ciudad de Buenos Aires.